# Rojach, Sveta Kri
Rojach je naselje v Občini Sveta Kri v Okraju Špital ob Dravi  na Koroškem v Avstriji.